# Svartö, Ingå
Svartö är en ö i Finland. Den ligger i Finska viken och i kommunen Ingå i den ekonomiska regionen  Raseborg i landskapet Nyland, i den södra delen av landet. Ön ligger omkring 67 kilometer väster om Helsingfors.
Öns area är 1,3 kvadratkilometer och dess största längd är 2 kilometer i sydväst-nordöstlig riktning.